# 刘毅 (1955年)
劉毅（1955年—），山东人。中国人民解放军海军中将。
曾任海军“水下先锋艇”艇长、某核潜艇部队参谋长，海军潜艇第1基地司令员，东海舰队参谋长。2007年7月，任海军副参谋长。2010年，任海军东海舰队副司令员。2011年7月，任海军副司令员。
2012年7月，获授海军中将军衔。